# .sz
.sz (Suazilândia) é o código TLD (ccTLD) na Internet para o Essuatíni.